# داش بلاغ مغار (ورغاهان)
داش بلاغ مغار (بالفارسية: داش‌بلاغ مغار) هي منطقة سكنية تقع في إيران في قسم ورغاهان الریفي. يقدر عدد سكانها بـ 160 نسمة .